# Live in Leipzig
Live in Leipzig (с англ. — «Концерт в Лейпциге») — концертный альбом норвежской блэк-метал-группы Mayhem, записанный 26 ноября 1990 года в лейпцигском клубе Айскеллер (нем. Eiskeller) и вышедший в 1993 году на лейбле Obscure Plasma Records. Несмотря на то, что альбом не являлся студийным, он быстро стал культовым среди поклонников блэк-метала из-за того, что это одна из немногочисленных записей группы, на которой представлен «золотой состав» Mayhem: Евронимус (Эйстейн Ошет) в качестве гитариста, Дэд (Пер Ингве «Пелле» Олин) в качестве вокалиста, басист Некробутчер (Йорн Стубберуд) и барабанщик Хеллхаммер (Ян Аксель Бломберг).
В документальном фильме «Until the Light Takes Us» лидер группы Darkthrone Фенриз назвал Live in Leipzig первым альбомом второй волны блэк-метала.

## История записи
Перед выступлением в Лейпциге Mayhem отыграли концерт в Аннаберг-Буххольце, а затем ещё один в Цайце (запись последнего была выпущена в рамках юбилейного издания Peaceville Records Live in Leipzig в 2015 году и отдельно как Live in Zeitz в следующем году). Все три концерта были организованы другом Евронимуса по переписке Або Алслебеном (нем. Abo Alsleben).
В Лейпциге у всей группы были проблемы с дыханием из-за загрязнения воздуха углём. Перед концертом Mayhem провели бессонную ночь на полу сквота, обитатели которого недавно отразили нападение неонацистов. Сам концерт проходил в культовом клубе Айскеллер, где на разогреве выступала немецкая группа Manos. В книге «The Death Archives: Mayhem 1984-94» Некробутчер вспоминает:

Во время концерта в Лейпциге я довольно часто подходил к микрофону, чтобы выкрикивать неприятные слова в адрес зрителей. Они высасывали из меня энергию. Они просто стояли и никак не реагировали. Мне нужна была обратная связь, чтобы двигаться дальше. В чистом отчаянии я крикнул: «Давай, Лейпциг!». Но реакции всё равно не было. Оригинальный текст (англ.)I made my way over to the mic pretty often during the Leipzig gig to scream unpleasantries at the audience. They sucked the energy from me. They just stood there with no reaction. I needed more feedback to get going. In pure desperation, I yelled, ‘Come on, Leipzig!’ There was still no response.— Некробутчер в книге «The Death Archives: Mayhem 1984-94»
Во время концерта Mayhem исполнили четыре из восьми композиций, которые должны были войти в их дебютный альбом De Mysteriis Dom Sathanas (1994) — «Freezing Moon», тогда называвшийся «The Freezing Moon»; «Funeral Fog»; «Pagan Fears» и «Buried by Time and Dust» — а также материал с альбомов Pure Fucking Armageddon (1986) и Deathcrush (1987).

Дэд во время выступления в Лейпциге

В 2021 году Mayhem поделились письмом, в котором Дэд писал о гастрольном опыте 1990 года своему другу:

…Я сейчас вернулся из тура. Меня это очень задело, чувак! Сначала мы отыграли в Восточной Германии, 3 концерта, и, за исключением этого, одна группа забрала у нас все 1000 немецких марок. Мне больше нравятся дэт-металлисты восточной Германии, чем западные. Они совсем не были похожи на типичных немецких трэшеров с короткими волосами, одетых как скорпионы, а больше похожи на поляков, которые больше любили дэт-метал, и выглядели они тоже так. Гораздо лучше, чем ожидалось, и мы смогли провести наше выступление на сцене 2 раза из 3, что меня очень подбодрило. На последнее шоу, которое было в Лейпциге, я получил от приятеля набор кухонных ножей и немного порезал. Я хотел сохранить немного шкуры и крови для концертов в Голландии. После этого нам пришлось вернуться в чертову Норвегию (получив деньги от социального обеспечения…). Когда мы приехали в Норвегию, я принес почту, и мне написал парень, который организовал два концерта в Афинах. Даты изменили, предложили только несколько новых дат, но мы, черт возьми, неправильно это поняли и подумали, что концерт отменен! Это меня очень разозлило!!! Я этого не осознавал потом. Я просто не могу понять, какими тупыми мы можем быть. Тем не менее, мы отыграли половину концерта (4 песни) в Измире, а затем приехали полицейские, и поэтому нам пришлось уехать. Ну, мне пора. Пиши скорее.

МертвецОригинальный текст (англ.)I’m back from the tour now. It fucked me really much, man! First we played in East Germany, 3 gigs, and exept of that one band ripped us all of 1000 DEM! I like death metallers more in the East of Germany rather than the Western ones. They weren’t at all like the typical German thrashers with short hair, dressed like Scorpions but like the Poles more into death metal and they looked like that too. Much better than expected and we could have our stage show at 2 appearances of 3 which cheered me up really. I got a set of kitchen knives from a pal for the last show, which was in Leipzig and I cut a little. I meant it to save some skin and blood for the Dutch gigs. We had to go back to fucking Norway after that (getting cash from the social security…) When we came to Norway, I fetched the mail and the guy who showed set up 2 gigs in Athens had written. The dates were changed, only put forward some dates but we fucking misunderstood that and thought it was canceled! That pissed me off really!!! I didn’t realize that afterwards. I just can’t understand how shits we fucking D.U.M.B. we could be. However, we had a half (4 songs) gig in Izmir, the cops came, so we had to leave. I gotta split. Write soon.

Dead— Дэд в письме своему другу 1990 года

## Дальнейшие события
После Лейпцига большинство участников Mayhem вернулись в Норвегию. Дома группа неправильно прочитала письмо от Сакиса Толиса из Rotting Christ и поэтому посчитала, что их планы на выступления в Греции отменены. Следом группа отправилась в Турцию. Концерт Mayhem в Измире был сорван полицией. Mayhem решили не рисковать и не играть второй концерт в Турции из-за угрозы войны в Персидском заливе. Хотя у Евронимуса остались положительные воспоминания о Турции, остальные участники группы сообщили о тяжёлых переживаниях. Mayhem покинули Голландию, свой последний пункт назначения, так и не выступив, потому что не смогли связаться с Бобом Багхусом из Asphyx, который забронировал им билеты.
За всё время тура Mayhem почти не получили денег, которые им причитались; в какой-то момент у Дэда даже украли бумажник. Большую часть своего путешествия домой Mayhem были вынуждены питаться четырьмя батончиками «Сникерс». В конце концов, это были дни, когда амбиции Mayhem редко воплощались в жизнь. Среди того, что сорвалось, были планы Пелле на концерты в его родной Швеции.
А 8 апреля 1991 года Дэд совершил самоубийство в своей комнате. Сначала он вскрыл себе вены, а потом выстрелил в голову из дробовика. Олин оставил предсмертную записку, гласившую «Excuse the blood» («Прошу прощения за кровь»):

Простите за кровь, я порезал себе запястья и шею. Я собирался умереть в лесу, чтобы на поиски ушло несколько дней. Я принадлежу лесу, и всегда принадлежал. Всё равно никто не поймёт почему. Чтобы дать некое подобие объяснения — я не человек, всё это просто сон, и скоро я проснусь. Было слишком холодно, кровь постоянно сворачивалась, ещё и мой новый нож оказался тупым. Если не удастся умереть от ножа, я вышибу всё дерьмо из черепа. Пока не знаю. Я оставляю «до лучших времён» все свои тексты и оставшиеся деньги. Пусть тот, кто найдёт, забирает эту хуйню. В качестве прощального привета оставляю «Life Eternal». Делайте, что хотите с этой хуйнёй. / Пелле.
Я задумал всё это не сейчас, а семнадцать лет назад.
— предсмертная записка Дэда.
Вместо того, чтобы вызвать полицию, Ошет поехал в ближайший магазин и купил одноразовый фотоаппарат, чтобы сфотографировать труп. Вернувшись, Евронимус переложил нож с дробовиком, чтобы фотографии выглядели «живописнее» и сделал несколько снимков. Одна из них позднее была использована колумбийским бутлеггером в качестве обложки для альбома Dawn of the Black Hearts.

## Выпуск и оформление альбома
Некробутчер никогда не хотел, чтобы концерт в Лейпциге был опубликован. В своей книге он признался: «Мы решили, что запись была недостаточно хороша, и я знал, что мы можем сделать лучше. Пару лет спустя Эйстейн договорился с Робертом Маммареллой на итальянском лейбле Obscure Plasma о выпуске записи в качестве дани уважения Пелле».
И в 1993 году альбом был выпущен лейбле Obscure Plasma Records. На обложке альбома был изображен уже умерший к тому моменту вокалист Дэд, а на развороте альбома была часть предсмертной записки Дэда: Jag är inte en människa. Det här är bara en dröm, och snart vaknar jag (рус. Я не человек. Это всего лишь сон, и скоро я проснусь). Фотография Пелле с канделябром в руках, сделанная во время концерта и попадавшая на обложки разных переизданий альбома, стала одной из самых известный фотографий вокалиста и была воссоздана многими поколениями музыкантов, в том числе и Фенризом из Darkthrone для обложки альбома Transilvanian Hunger (1994).
Спустя 30 лет, 26 ноября 2020 года, группа отыграла юбилейный концерт в Лейпциге. 27 ноября 2015 года на лейбле Peaceville Records вышло виниловое переиздание альбома.

## Отзывы критиков
Стив Хьюи из AllMusic пишет, что в условиях дефицита официального материала Mayhem с первоначальным составом, эта запись «просто необходима для преданных фанатов, даже несмотря на не самое лучшее качество звука».
Журнал Sputnikmusic так писал об альбоме: «Если вы любите блэк-метал, этот альбом вам необходим. Здесь чистая энергия, музыка может быть не на высшем уровне, но в данном случае это не имеет значения. Сырая энергия блэк-метала, вот что этот альбом очень хорошо передает!».
Рецензент metal1.info Мориц Грюц называет релиз одной из тех концертный записей, что сохраняют невозвратимый момент, непревзойденную атмосферу и дух времени. Он пишет: «Live In Leipzig — это безудержный хаос и бессмысленная агрессия. И именно это делает Live In Leipzig таким впечатляющим, таким аутентичным и таким незабываемым. Концертов, подобных тому, что записан здесь, больше не будет — сочетание музыкально плохого и в то же время эффектного вымерло из-за наплыва групп, захлестнувших металлический ландшафт в последние десятилетия, возросших музыкальных требований и энтузиазма, который был утрачен в процессе».
Портал Darkside описал альбома как «…это извержение бесовства непременно должно было выбить почву из под ног всех, кто когда-либо сомневался в окончательном торжестве абсолютного зла».
Немецкий журнал Rock Hard включил релиз в список «250 блэк-метал альбомов, которые нужно знать».

## Список композиций
| №                   | Название                                                      | Длительность |
| ------------------- | ------------------------------------------------------------- | ------------ |
| 1.                  | «Deathcrush» (рус. Смертельная давка)                         | 4:37         |
| 2.                  | «Necrolust» (рус. Некропохоть)                                | 3:49         |
| 3.                  | «Funeral Fog» (рус. Похоронный туман)                         | 6:31         |
| 4.                  | «The Freezing Moon» (рус. Замораживающая луна)                | 7:05         |
| 5.                  | «Carnage» (рус. Карнаж)                                       | 4:06         |
| 6.                  | «Buried by Time and Dust» (рус. Погребённый временем и пылью) | 5:29         |
| 7.                  | «Pagan Fears» (рус. Языческие страхи)                         | 7:00         |
| 8.                  | «Chainsaw Gutsfuck» (рус. Ё**я кишок бензопилой)              | 5:07         |
| 9.                  | «Pure Fucking Armaggedon» (рус. Чистый грёбанный армагеддон)  | 3:10         |
| Общая длительность: | Общая длительность:                                           | 46:51        |

## Участники записи
- Дэд — вокал;
- Евронимус — гитара;
- Некробутчер — бас-гитара;
- Хеллхаммер — ударные;